# Kyösti Kallio

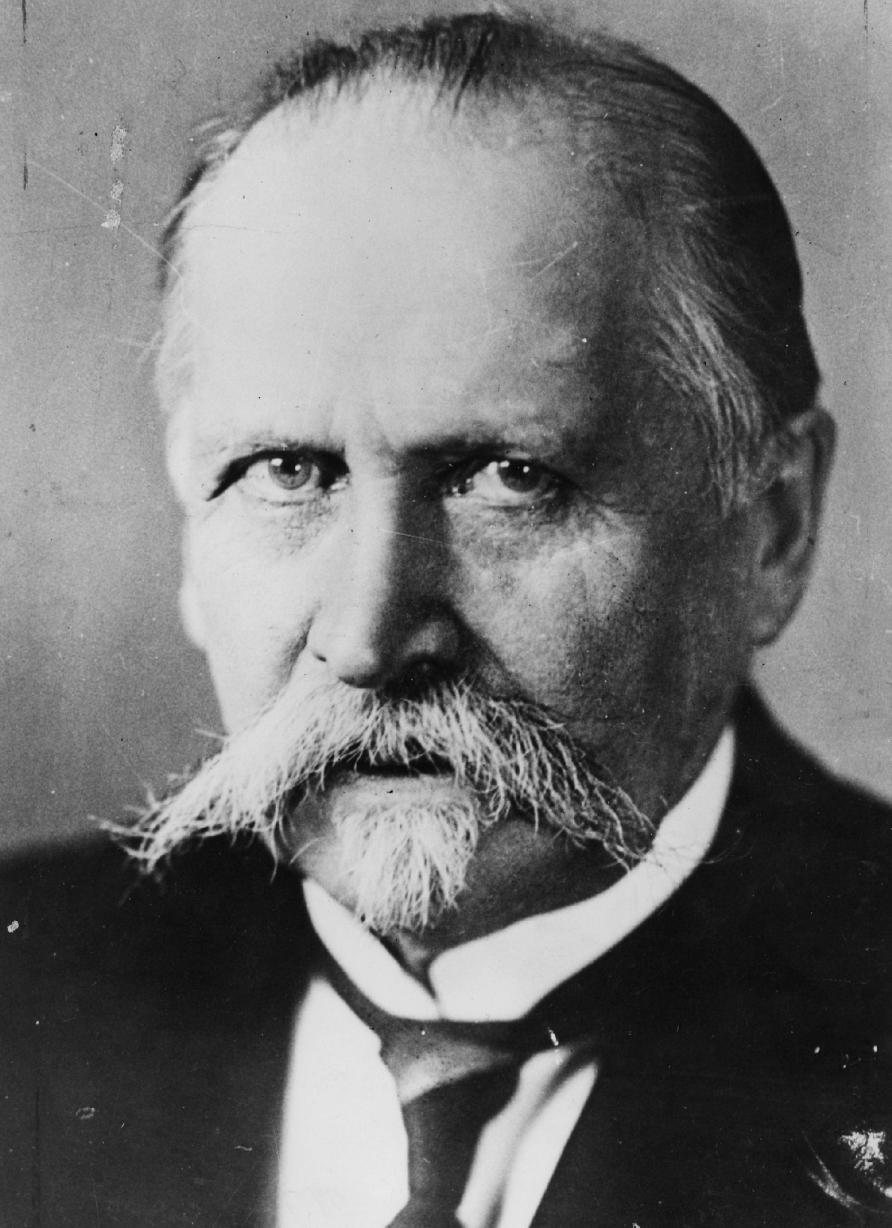
Kyösti Kallio

Kyösti Kallio (eigentlich Gustaf Kalliokangas) (* 10. April 1873 in Ylivieska, Großfürstentum Finnland, Russisches Kaiserreich; † 19. Dezember 1940 in Helsinki) war der vierte Präsident der finnischen Republik von 1937 bis 1940.
Kyösti Kallio war der Sohn der Bauern Mikko Kalliokangas und Pieta Knuutila. 1906 wurde er Mitglied des neugegründeten Landbundes (die spätere Zentrumspartei Finnlands) und saß für diese Partei von 1907 bis 1937 im finnischen Reichstag. Im Finnischen Bürgerkrieg 1918 galt er als „Weißer“, bemühte sich danach aber um Frieden und lehnte Vergeltungsmaßnahmen gegen die geschlagenen Rotgardisten ab. Kallio befürwortete eine Republik als Staatsform für das unabhängig gewordene Finnland und gab deshalb auch sein Amt im Nachkriegssenat auf, dessen Abgeordnete zahlreich für eine Monarchie plädierten. Als die Republikaner sich schließlich doch durchsetzten, nahm Kallio sein Mandat wieder wahr. Fünfmal war er Präsident des finnischen Reichstages. Unter den Ministerpräsidenten Oskari Tokoi, Pehr Evind Svinhufvud und Juho Kusti Paasikivi wirkte er als Agrarminister. Ministerpräsident war er zudem von 1922 bis 1924, 1925 bis 1926, 1929 bis 1930 sowie 1936 bis 1937. Kallio setzte verschiedene Reformen im Agrar- und Bildungswesen durch und war Anhänger der in Finnland bis 1932 geltenden Prohibition.
Zum Staatspräsidenten wurde er 1937 gewählt. Dabei unterstützten ihn die zentristischen/progressiven Parteien sowie die Sozialdemokraten, die eine Neuwahl des Konservativen Pehr Evind Svinhufvud verhindern wollten. Obwohl der Staatspräsident verfassungsrechtlich der Oberbefehlshaber der finnischen Armee ist, gab Kallio während des Winterkrieges die Oberbefehlshaberschaft an Marschall Carl Gustaf Emil Mannerheim ab, der sich schon im finnischen Bürgerkrieg fähig gezeigt hatte.

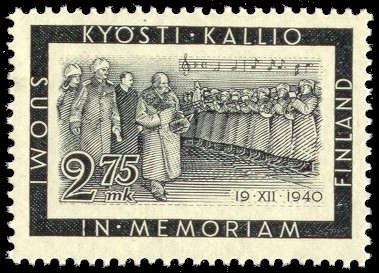
Briefmarke (1941)

Nach fortwährenden gesundheitlichen Problemen und insbesondere einem Schlaganfall am 27. August 1940 erklärte Kallio am 27. November des Jahres seinen Rücktritt. Er starb am 19. Dezember 1940 während einer formellen Abschiedszeremonie am Hauptbahnhof Helsinki, nur wenige Stunden nachdem Ministerpräsident Risto Ryti zu seinem Nachfolger gewählt worden war.
Seit 1902 war Kallio mit Kaisa Nivala (1878–1954) verheiratet. Das Paar hatte sechs Kinder: Vieno (1903–1938), Veikko (1906–1980), Kerttu (1907–1995), Kalervo (1909–1969), Kaino (1911–2001) und Katri (1915–2008). Seine Töchter Kerttu und Katri wurden ebenfalls Reichstagsabgeordnete, sein Sohn Kalervo Bildhauer.

## Hintergrundinformationen
- Seppo Tihonen: The Finnish Presidency as an Institution (Memento vom 3. Juli 2007 im Internet Archive), 1999